# 296. pr. Kr.
◄ | 4. stoljeće pr. Kr. | 3. stoljeće pr. Kr. | 2. stoljeće pr. Kr. | ►
◄ | 320-ih pr. Kr. | 310-ih pr. Kr. | 300-ih pr. Kr. | 290-ih pr. Kr. | 280-ih pr. Kr. | 270-ih pr. Kr. | 260-ih pr. Kr. | ►
◄◄ | ◄ | 299. pr. Kr. | 298. pr. Kr. | 297. pr. Kr. | 296 pr. Kr. | 295. pr. Kr. | 294. pr. Kr. | 293. pr. Kr. | ► | ►►
Astronomija

## Događaji
- Kralj Lizimah obnavlja grad Efez
- Demetrije I. Poliorket kreće protiv Sparte koja se štiti zaštitnim obziđem
- Treći Samnitski rat: Nastavljaju se bitke s izmjeničnim uspjesima
- U Rimu se na Marsovom polju gradi hram u slavu božice rata Belone
- Rim osniva latinske kolonije na području Aurunaca